# آرثر تومسون (لاعب كرة قدم)
آرثر تومسون (بالإنجليزية: Arthur Thomson)‏ (2 ديسمبر 1948 بإدنبرة في المملكة المتحدة - 7 مارس 2002) هو لاعب كرة قدم بريطاني في مركز قلب الدفاع. لعب مع أولدهام أثلتيك وريث روفرز وهارت أوف ميدلوثيان وDalkeith Thistle F.C. ‏.